# 不知火美術館
宇城市不知火美術館（うきししらぬひびじゅつかん）は、熊本県宇城市に所在する美術館。

## 歴史
1999年7月に合併前の不知火町が不知火町立美術館として開館。同町が合併により宇城市となったため、美術館名称も「宇城市不知火美術館」が正式となった。
美術館と図書館の複合施設である宇城市の不知火文化プラザ（その後、不知火美術館・図書館に改称）内に、宇城市立中央図書館と併設されている。遊歩道が整備された同敷地内には、体育館や公民館、室内プールもあり、多くの市民が集う。
「ブラジルのピカソ」と称えられた日系ブラジル人の画家マナブ間部、日系2世で戦前にアメリカで活躍し日本の絵画界に新風を吹き込んだ野田英夫、「日記シリーズ」で国際的に知られる版画家で東京芸術大学名誉教授野田哲也 、かつてニューヨーク・タイムズに「世界写真家の5人男」の1人として選ばれた写真家河野浅八ら、宇城市にゆかりのある芸術家の作品などを中心に収蔵・展示している。
建物の設計は北川原温と伊藤建築事務所。ロマンの火「不知火」をイメージして斬新にデザインされ、くまもと景観賞奨励賞、第17回日本図書館協会建築賞など各賞を受賞している。くまもとアートポリスに参加している。

## 基本情報
- 開館時間 - 平日 と日祝日9:00～18:00　土曜日 9：00～21：00
- 休館日 - なし　展示室は展示入れ替え日・メンテナンス日は閉室
- 入館料 - 年4回の企画展は、一般300円、大高校生200円、中学生以下無料。それ以外の展示はすべて無料。また各種減免制度あり。
- 駐車場 - 約30台、身障者用2台（無料）

## 交通アクセス
- JR九州鹿児島本線松橋駅より徒歩14分（1.1㎞）
- 松橋駅下車後、「松橋駅通り」バス停から九州産交バス松合経由三角ゆきに乗車し「宇城市不知火支所前」下車すぐ
- マイカーの場合、九州自動車道松橋インターチェンジより4.5㎞
- 無料駐車場あり

## 参考資料
- 「『日記シリーズ』の版画家 野田哲也さん 不知火美術館で熊本初の回顧展」『熊本日日新聞』、2005年5月13日朝刊